# Calle Marqués de Larios
La calle Marqués de Larios, más conocida simplemente como calle Larios, es una calle del centro de la ciudad de Málaga, considerada una de las calles decimonónicas más elegantes de España. En el año 2018 se posicionó como la tercera calle más cara de España en rentas de alquiler, convirtiéndola en una de las vías comerciales más deseadas de Europa. El 14 de diciembre de 2002 fue inaugurada su peatonalización, dando comienzo el profundo plan de rehabilitación y revitalización del Centro Histórico de Málaga.

## Odonimia
Debe su nombre en honor al principal promotor de la calle, Manuel Domingo Larios y Larios, II Marqués de Larios, cuya familia era natural de Laguna de Cameros (Logroño) la cual se estableció en Málaga para hacer fortuna. El marqués preside el inicio de la calle con un conjunto escultórico obra de Mariano Benlliure situado en la intersección con la Alameda Principal.
Durante la Segunda República, la calle fue denominada calle 14 de abril. 

## Historia

### Orígenes
La calle Marqués de Larios fue concebida como parte de un ambicioso proyecto de renovación urbana que transformó el antiguo trazado musulmán del centro histórico de Málaga. Su construcción supuso la sustitución de un laberinto de callejuelas estrechas, muchas de ellas carentes de condiciones higiénicas adecuadas, por una vía amplia, rectilínea y moderna que conectara el corazón de la ciudad con las nuevas arterias urbanas de la Alameda Principal y el Parque.
El objetivo principal de esta intervención era mejorar la salubridad y funcionalidad del casco urbano, eliminando zonas consideradas insalubres y desordenadas. Entre las calles desaparecidas por la construcción de calle Larios destacan la de Siete Revueltas —cuyo nombre hacía alusión a su sinuoso trazado—, el callejón del Perro y el callejón del Gato, entre otras. La apertura de la calle Larios se enmarca en una serie de operaciones urbanísticas que, desde finales del siglo XIX, buscaban modernizar el centro de Málaga. Estas actuaciones, que ya habían comenzado con la creación de calles como Nueva y Alcazabilla, pretendían mejorar la comunicación norte-sur con el puerto y facilitar la ventilación del entramado urbano.

### SigloXIX
Cabe señalar que la calle Larios no fue concebida originalmente con su actual orientación norte-sur. El planteamiento inicial del Ayuntamiento preveía una vía transversal este-oeste que conectara la calle Nueva con la catedral, aprovechando la reciente apertura de espacios en esa zona. El primer proyecto para la apertura de la calle fue elaborado por el ingeniero José María de Sancha, aunque posteriormente fue modificado. En su propuesta inicial, la nueva vía nacía en la plaza de la Constitución, y trazado discurría por las calles Toril, Salinas, Desengaño (actual calle Strachan), plaza del Obispo, Sancha de Lara y San Juan de Dios. El 1 de mayo de 1880, bajo la alcaldía del cartameño Alarcón Luján, el Ayuntamiento de Málaga anunció la creación de una sociedad anónima con el objetivo de financiar y promover la construcción de la calle. El capital social se fijó en un millón de pesetas, repartido en cuarenta acciones de 25.000 pesetas cada una, de las cuales la familia Larios adquirió la mayoría, asumiendo así el control del proyecto.

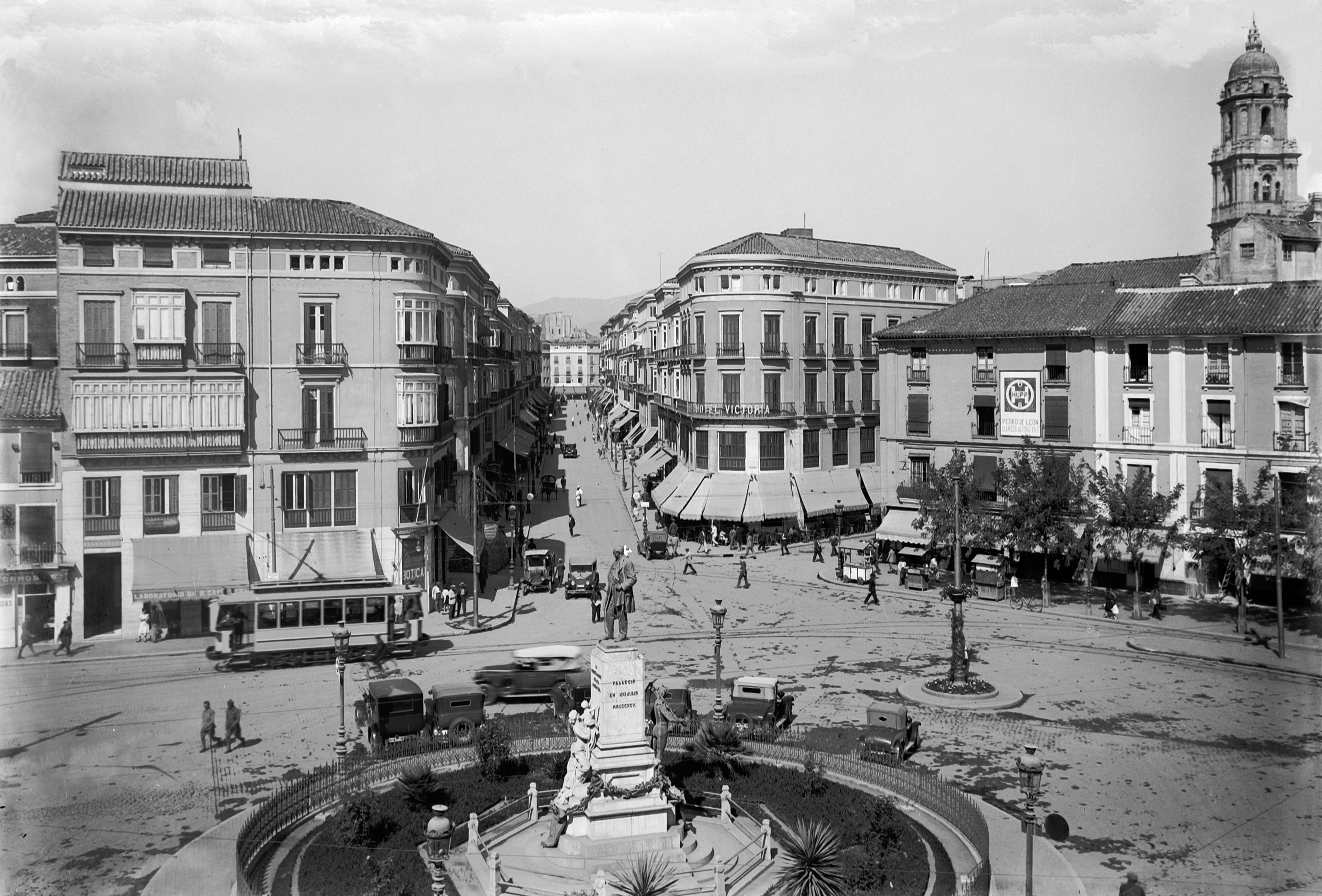
Vista de calle Larios desde la Alameda Principal en la década de 1920.

El trazado definitivo, de unos 350 metros de longitud, fue obra del arquitecto municipal Joaquín de Rucoba, mientras que el diseño de los edificios que flanquean la calle fue encargado a Eduardo Strachan Viana-Cárdenas. Finalmente se optó por una vía que comunicara directamente con el litoral. Esta decisión vino influida en gran parte por el propio Marqués de Larios, principal inversor del proyecto, quien propuso alinear el inicio de la calle con el antiguo Palacio de los Larios —ya desaparecido—, ubicado en el solar donde hoy se encuentra el edificio de La Equitativa. Un aspecto singular del diseño es que la altura de los edificios es proporcional al ancho de la calle y todas las esquinas están rematadas con formas redondeadas, siguiendo los principios de la Escuela de Chicago. Se aplicaron técnicas constructivas innovadoras para la época, como estructuras metálicas, alturas superiores a las tres plantas, y una cuidada simetría y equilibrio formal, lo que convierte a la calle en un destacado ejemplo del urbanismo decimonónico y un referente para el estudio arquitectónico posterior.
La construcción de la calle se extendió desde el 15 de mayo de 1887 hasta 1891. En las obras de construcción participó activamente Antonio Baena Gómez, quien con el tiempo se establecería por cuenta propia como constructor y desempeñaría un papel destacado en la vida social malagueña al convertirse en el primer presidente de la Agrupación de Cofradías de Semana Santa de Málaga. La calle sería finalmente inaugurada el 27 de agosto de 1891, siendo alcalde Sebastián Souvirón Torres. A la inauguración no acudió ningún miembro de la familia Larios debido a que una serie de obreros rodearon la casa de los nobles durante la Revolución de 1868, teniendo que escapar por el tejado para posteriormente exiliarse a Londres y París. Durante la inauguración, los burgueses de la zona repartieron desde sus carrozas peladillas a los presentes, y un grupo de obreros respondió lanzando de vuelta las peladillas contra las carrozas. La bendición corrió a cargo del obispo de la diócesis Marcelo Spínola y Maestre. En agradecimiento el Ayuntamiento erigió el monumento al Marqués de Larios en 1899.

### SigloXX

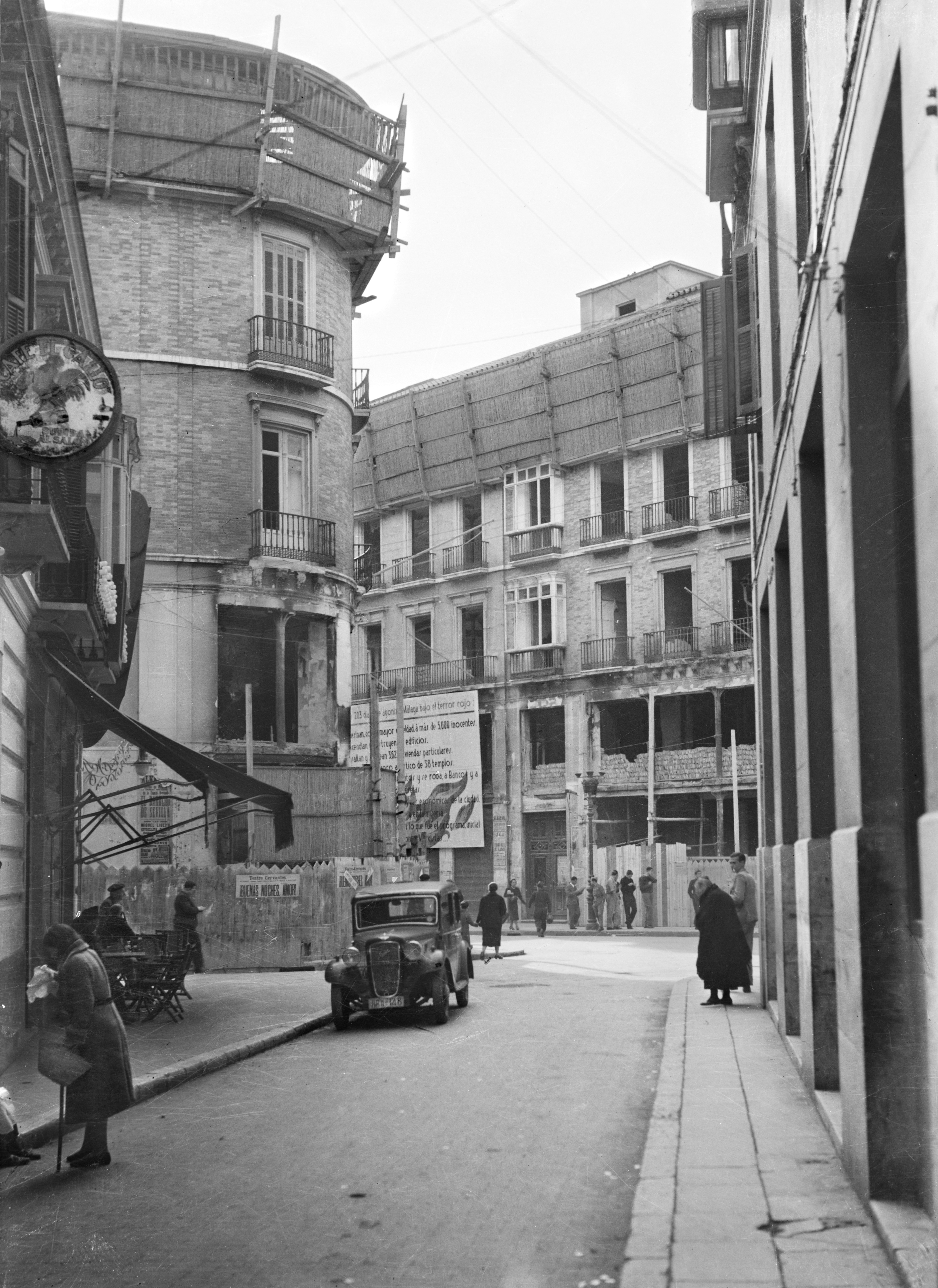
Vista de edificios en calle Larios severamente dañados como consecuencia de la Guerra Civil (1940).

Durante las primeras décadas del siglo XX, la calle Marqués de Larios se consolidó como uno de los principales ejes comerciales de Málaga y en un símbolo de la pujante burguesía local, que estableció su residencia en los edificios que flanqueaban la vía, eclipsando a otros lugares como la Alameda Principal. Su apertura no solo impulsó la modernización del centro histórico, sino que también atrajo la instalación de comercios de alto nivel en los bajos comerciales, reforzando su carácter exclusivo. Un hito significativo en la historia del comercio malagueño tuvo lugar precisamente en esta calle: allí se estableció la primera tienda de la ciudad con precios fijos, marcando el fin de la práctica tradicional del regateo y señalando el inicio de una nueva cultura de consumo más acorde con los modelos europeos de la época. Dieciséis años después de su inauguración, en septiembre de 1907, la calle Marqués de Larios sufrió las consecuencias de la histórica riada provocada por el desbordamiento del río Guadalmedina. La fuerza del agua arrancó los tarugos de madera que revestían el pavimento, y que hasta entonces habían dado a la vía un distintivo aspecto de elegante parqué. Como resultado de los daños, el pavimento original fue sustituido por losas de granito, material más resistente a las inclemencias climáticas y adecuado para soportar el tránsito creciente en una de las principales arterias de la ciudad.
Con la proclamación de la Segunda República en 1931 la calle fue renombrada como calle 14 de abril. Durante la guerra civil española, la calle Marqués de Larios fue una de las zonas más afectadas de Málaga, sufriendo importantes daños estructurales que alteraron su fisonomía. La posterior reconstrucción de esta emblemática vía se convirtió en uno de los principales desafíos urbanísticos del periodo de posguerra. El encargo de su rehabilitación fue confiado al arquitecto Fernando Guerrero Strachan-Rosado, nacido en 1907 y heredero del legado arquitectónico de su tío abuelo, Eduardo Strachan, el responsable del diseño original de los edificios de la calle. A diferencia de su antecesor, Fernando contaba con el título oficial de arquitecto y no solo con el de maestro de obras. Sin embargo, su intervención quedó inconclusa. Mientras desarrollaba estudios para la rehabilitación del barrio de La Coracha —una de las zonas más degradadas de la ciudad en aquel entonces— contrajo tifus y falleció prematuramente a los 34 años, truncando una prometedora carrera y dejando su huella en el rediseño de la calle, aunque no pudo ver culminado su proyecto. Tras la contienda, la calle retomó su nombre original en honor al marqués de Larios. 

### Actualidad
Un punto de inflexión para la historia de la calle se produjo en 2001 con su peatonalización, una medida que transformó profundamente el centro histórico de Málaga. Al liberar la vía del tráfico rodado, se favoreció el uso peatonal y se revitalizó la actividad comercial y cultural del entorno, extendiendo su influencia a las calles adyacentes.
Este proceso, sin embargo, también trajo consigo un notable encarecimiento de los alquileres, acentuado por el fin del régimen de renta antigua. Como consecuencia, muchos establecimientos históricos se vieron obligados a cerrar, siendo sustituidos por grandes cadenas comerciales de ámbito nacional e internacional. En la actualidad, la calle Larios figura entre las diez vías comerciales más caras del mundo en cuanto a precios de alquiler.

## Arquitectura
La calle Larios está flanqueada por nobles edificios simétricos, todos con un diseño curvo en las esquinas diseñadas por el arquitecto malagueño Eduardo Strachan, el cual se inspiró en las tendencias arquitectónicas de la ciudad de Chicago. La escuela de Chicago era el ejemplo perfecto del nuevo urbanismo de finales del siglo XIX, que resolvía con esquinas redondeadas los edificios en busca de un equilibrio en las formas y la simetría, empleaba estructuras metálicas y alturas superiores a la tercera planta, elementos que se incorporaron a la construcción de todos los edificios que conformarían el nuevo trazado de este eje vertebrador en el centro histórico de Málaga. Los edificios curvos aportaban además una solución práctica, ya que permitía a la brisa del puerto limpiar el aire en una época en la que aún el saneamiento era deficiente.

En esta vía, considerada por los historiadores como una de las calles más elegantes del siglo XIX en España, todas las líneas de sus balcones y cornisas coinciden al final en un punto de fuga.

Edificios de la calle Larios
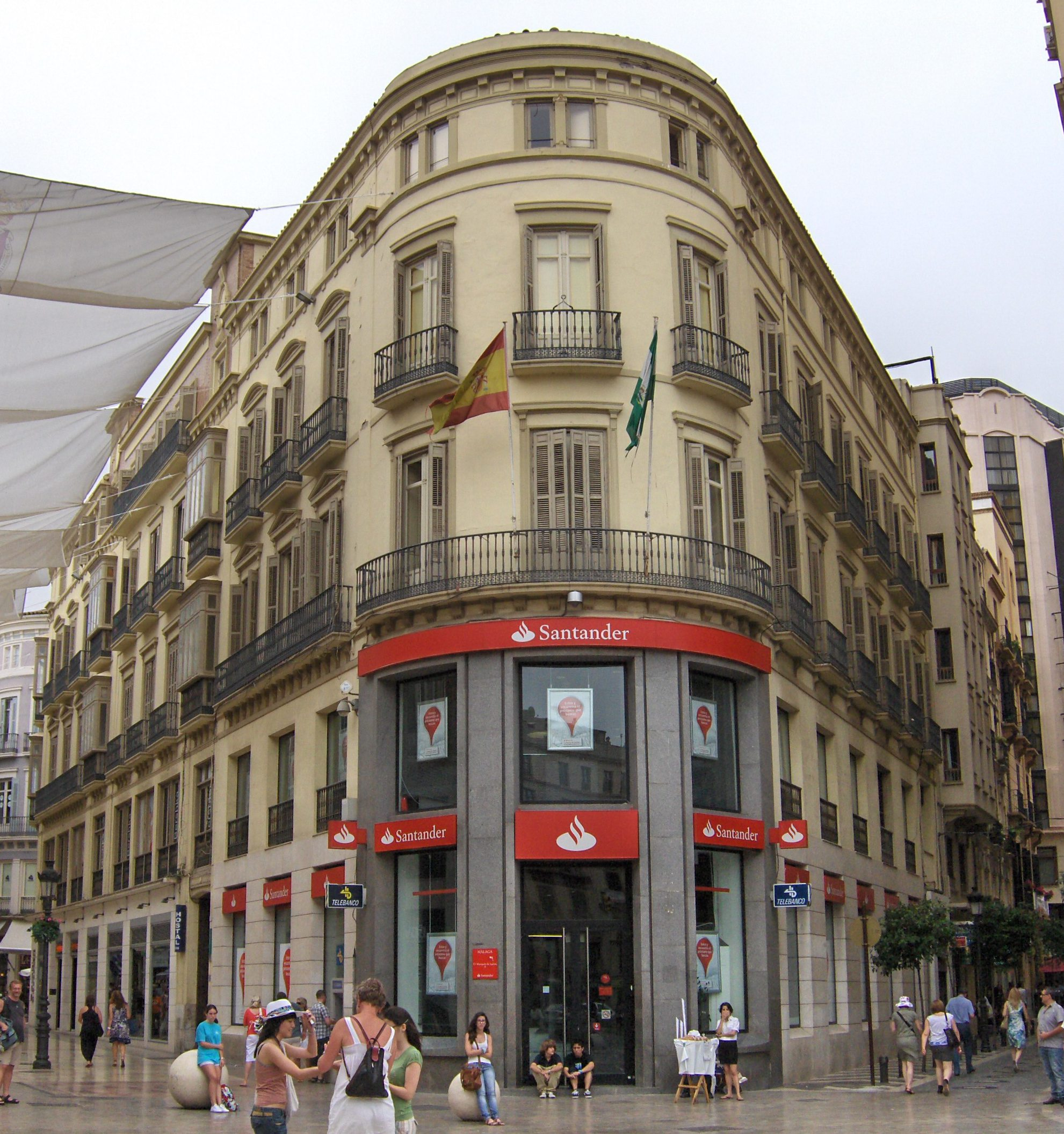
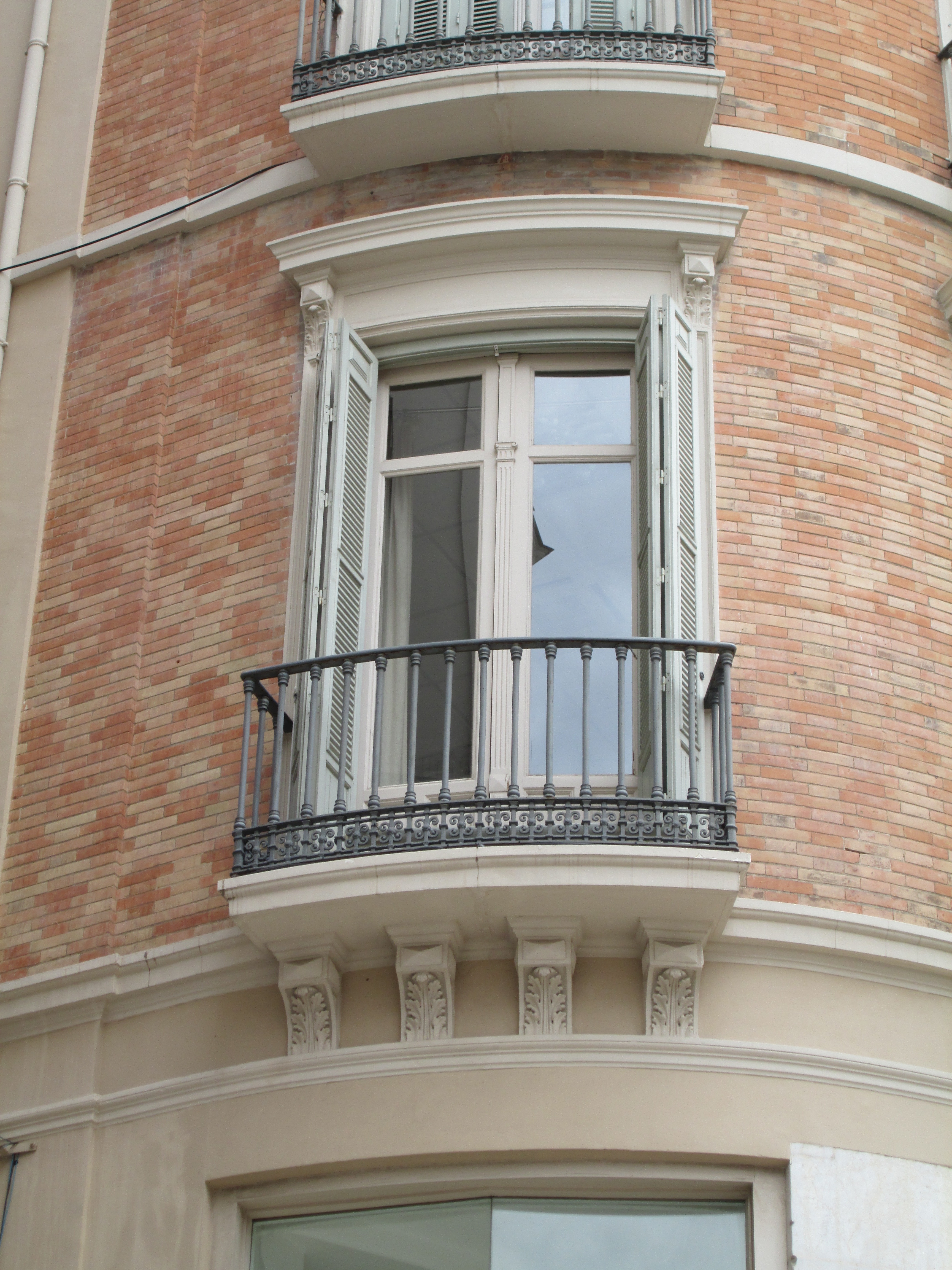
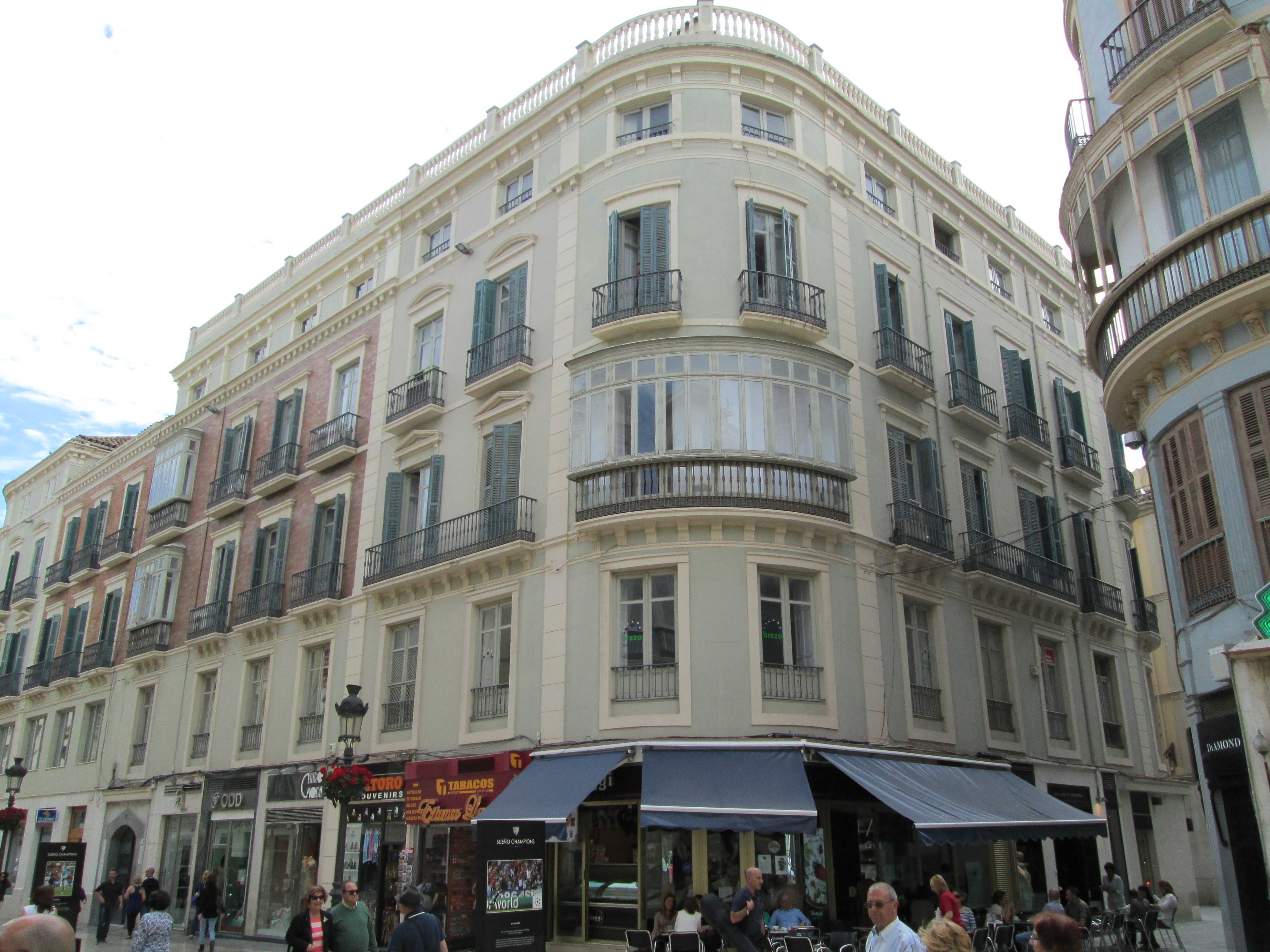
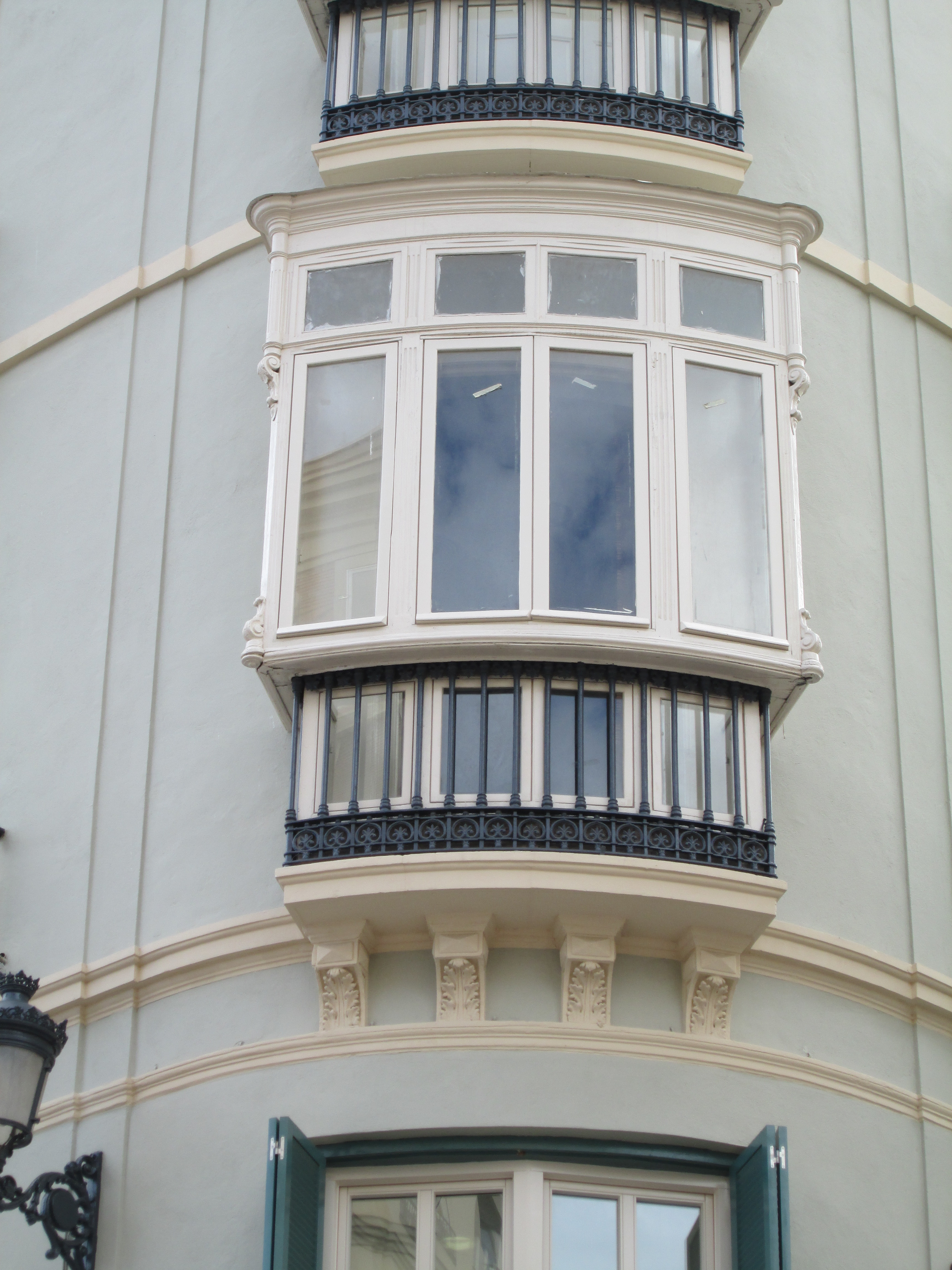
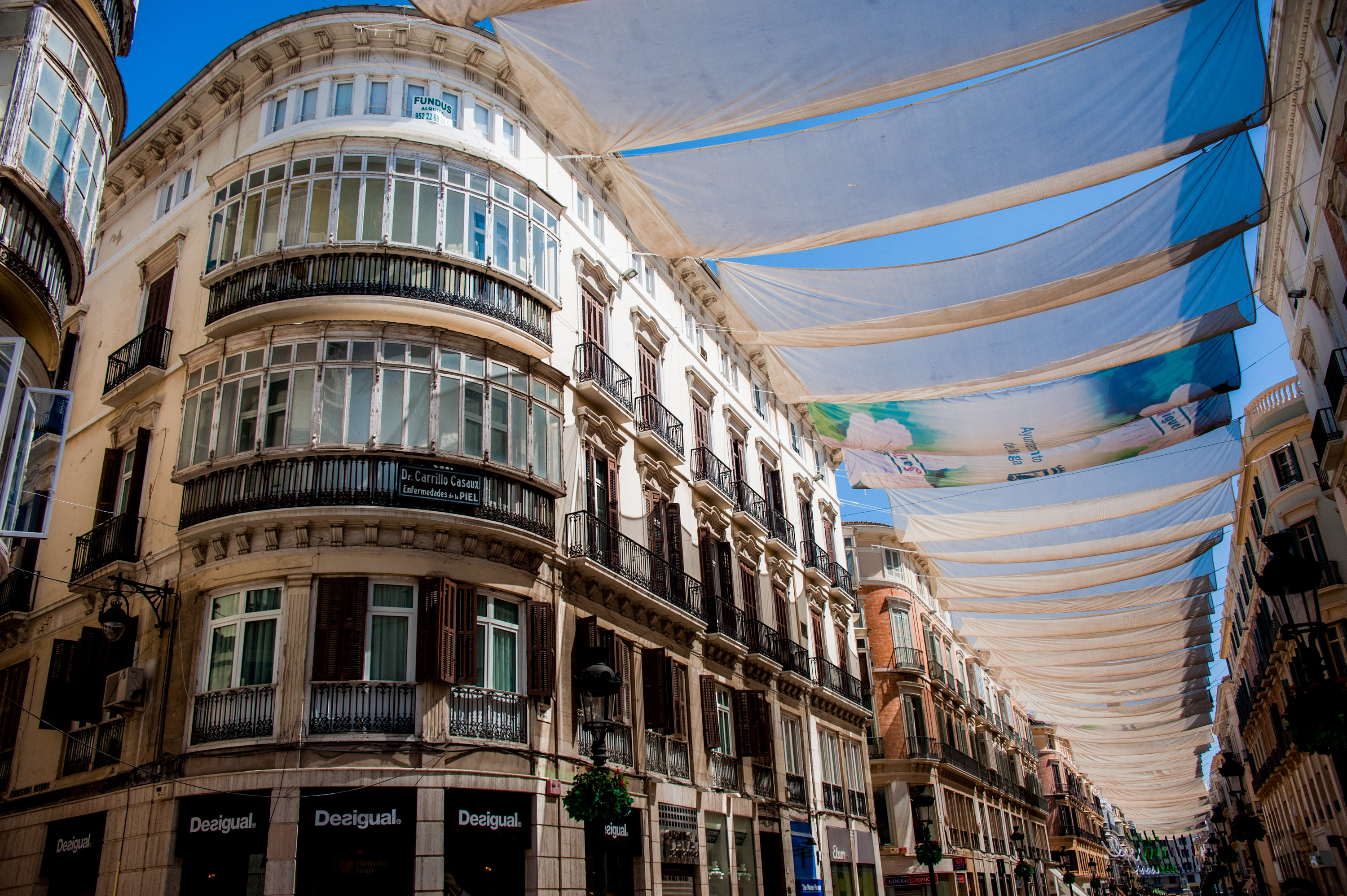

## Vía comercial
La calle Larios solía ser la quinta calle comercial más cara de España, solo superada por las calles Portal del Ángel, Preciados, Serrano y Paseo de Gracia. En el año 2018, alcanzó el tercer puesto, llegándose a pagar de máximo 3.600 euros por metro cuadrado anuales. Las cifras anuales dan una idea de la importancia que supone el alquiler de un local para los comercios instalados en la calle Larios, ya que se abona una media 2.460 euros por metro cuadrado alquilado al año. Dentro del ámbito europeo, la calle Larios se sitúa entre las 50 más caras del continente. El comercio local afectado por la expiración del 'Decreto Boyer' tuvo que desplazarse en gran parte a otras calles del centro histórico en el año 2016, debido a que vencieron los contratos de renta antigua, produciéndose un incremento en los precios de alquiler de hasta un 1000%, costes que en su mayoría solo han podido asumir las marcas franquiciadas.
La mitad de los inmuebles de la calle pertenecían a la marquesa de Paul, que actualmente gestiona el grupo Salsa Patrimonio propiedad de los descendientes de la familia Larios y la otra mitad se la reparten los descendientes del empresario José Quesada que optaron por no desprenderse de ningún edificio. Ambos en conjunto poseen el 90% de las propiedades y las ofrecen a las grandes firmas de moda en régimen de alquiler, lo que les aporta rentas superiores a los 20.000€ por inmueble. La familia Quesada tiene en propiedad el Hotel Larios, que se ubica en la esquina de oro que da a la plaza de la Constitución, gestionado en conjunto con la cadena hotelera Room Mate.
En Navidad la calle Larios destaca por sus cuidadas e impresivas iluminaciones, que la han posicionado como una de las calles más espectaculares de España en este período, convirtiéndose en el centro neurálgico de las compras navideñas. El coste por alumbrado en Málaga especializado en tecnología LED es el segundo más costoso de España alcanzando algunos años los 900.000€ y el primero por habitante superando en presupuesto a la ciudad de Barcelona que la triplica en población y esto obedece a un efecto llamada para incrementar las ventas y conseguir altas cifras turísticas en la ciudad. El alumbrado se recicla para el carnaval, lo que lo mantiene instalado cerca de cuatro meses.

## Exposiciones y festividades
La calle Larios ha acogido exposiciones públicas relacionadas con el arte, la escultura o la labor social. Entre éstas destaca la exposición de obras de Manolo Valdés, de Baltasar Lobo o de Auguste Rodin (entre ellas El pensador). También muestra exposiciones relacionadas con el cine, ya que es un lugar principal en el Festival de Cine de Málaga, fecha en la que la calle es alfombrada.

### Navidades

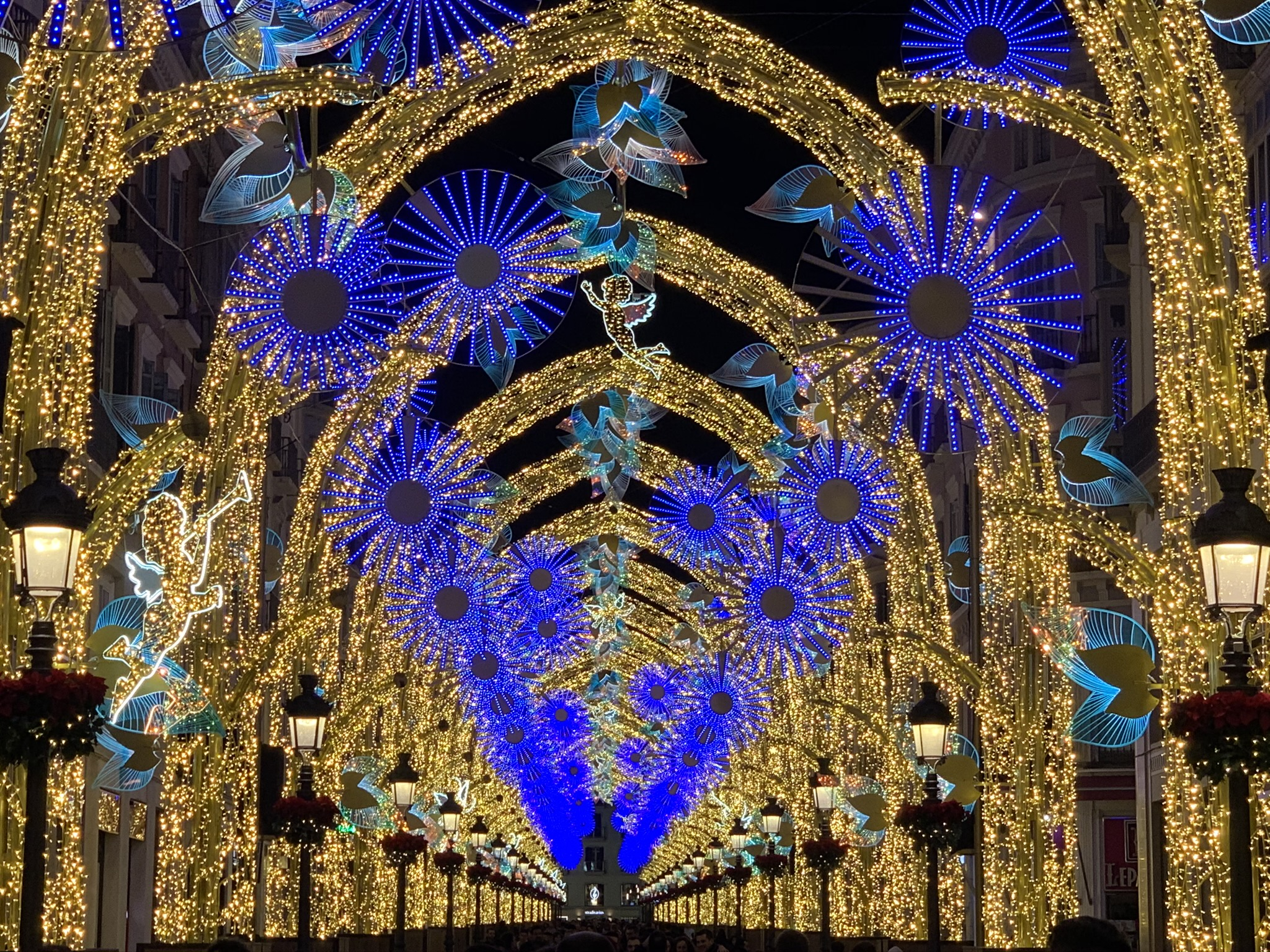
Iluminación navideña 2019 en calle Larios

Durante la temporada navideña, calle Larios se transforma en un espectáculo de luz y sonido que atrae a miles de visitantes. Desde 2022, la decoración principal es el montaje denominado Ángeles Celestiales, compuesto por 16 figuras de cuatro metros de altura sustentadas sobre 32 columnas decoradas con lentejuelas de oro y cristales. Cada ángel porta colas de 12 metros con efectos de luz que van desde un blanco cálido hasta un destello blanco puro. 
El encendido del alumbrado navideño se realiza a finales de noviembre, con pases diarios del espectáculo a las 18:30, 20:30 y 22:00 horas, salvo los días 24 y 31 de diciembre. En 2024, la cantante malagueña Diana Navarro fue la encargada de inaugurar la iluminación

### Feria de Agosto
En agosto la calle se convierte en el eje vertebrador de la Feria de día de Málaga.

### Pasarela Larios Málaga Fashion Week
En septiembre la calle acoge la 'Pasarela Larios Málaga Fashion Week' que en el año 2019 celebró la novena edición. Consiste en la pasarela de Alta Costura más larga de Europa (350m) donde diseñadores y firmas de moda presentan sus colecciones durante dos días a la que asisten 15.000 personas al día.

### Semana Santa
Durante la Semana Santa de Málaga, calle Larios se convierte en la arteria y eje principal del Recorrido Oficial, siendo la calle por la que discurren todas las cofradías y hermandades. Al final de Calle Larios se sitúa la Tribuna Oficial, montada por la Agrupación de Cofradías, donde se sitúa la corporación municipal y diversas autoridades.